# Список астероїдів (58401—58500)
| Назва                            | Тимчасове позначення | Дата відкриття    | Місце відкриття                    | Відкривач                    |
| -------------------------------- | -------------------- | ----------------- | ---------------------------------- | ---------------------------- |
| (58401) 1995 VV13                | 1995 VV13            | 15 листопада 1995 | Обсерваторія Кітт-Пік              | Spacewatch                   |
| (58402) 1995 VH16                | 1995 VH16            | 15 листопада 1995 | Обсерваторія Кітт-Пік              | Spacewatch                   |
| (58403) 1995 WL1                 | 1995 WL1             | 16 листопада 1995 | Чорч Стреттон                      | Стівен Лорі                  |
| (58404) 1995 WJ7                 | 1995 WJ7             | 27 листопада 1995 | Обсерваторія Оїдзумі               | Такао Кобаяші                |
| (58405) 1995 WN9                 | 1995 WN9             | 16 листопада 1995 | Обсерваторія Кітт-Пік              | Spacewatch                   |
| (58406) 1995 WN18                | 1995 WN18            | 17 листопада 1995 | Обсерваторія Кітт-Пік              | Spacewatch                   |
| (58407) 1995 WT34                | 1995 WT34            | 20 листопада 1995 | Обсерваторія Кітт-Пік              | Spacewatch                   |
| (58408) 1995 XU                  | 1995 XU              | 12 грудня 1995    | Обсерваторія Оїдзумі               | Такао Кобаяші                |
| (58409) 1995 XH4                 | 1995 XH4             | 14 грудня 1995    | Обсерваторія Кітт-Пік              | Spacewatch                   |
| (58410) 1995 YS                  | 1995 YS              | 17 грудня 1995    | Обсерваторія Тітібу                | Наото Сато, Такеші Урата     |
| (58411) 1995 YA2                 | 1995 YA2             | 21 грудня 1995    | Обсерваторія Галеакала             | NEAT                         |
| (58412) 1995 YX2                 | 1995 YX2             | 26 грудня 1995    | Обсерваторія Оїдзумі               | Такао Кобаяші                |
| (58413) 1995 YC8                 | 1995 YC8             | 18 грудня 1995    | Обсерваторія Кітт-Пік              | Spacewatch                   |
| (58414) 1995 YS12                | 1995 YS12            | 19 грудня 1995    | Обсерваторія Кітт-Пік              | Spacewatch                   |
| (58415) 1996 AM                  | 1996 AM              | 11 січня 1996     | Обсерваторія Оїдзумі               | Такао Кобаяші                |
| (58416) 1996 BT1                 | 1996 BT1             | 23 січня 1996     | Обсерваторія Оїдзумі               | Такао Кобаяші                |
| 58417 Belzoni                    | 1996 BD2             | 25 січня 1996     | Коллеверде ді Ґвідонія             | Вінченцо Касуллі             |
| 58418 Luguhu                     | 1996 BA4             | 26 січня 1996     | Станція Сінлун                     | Спостережна станція Сіньлунь |
| (58419) 1996 BD4                 | 1996 BD4             | 26 січня 1996     | Обсерваторія Сайдинг-Спрінг        | Роберт Макнот                |
| (58420) 1996 BU4                 | 1996 BU4             | 16 січня 1996     | Обсерваторія Кітт-Пік              | Spacewatch                   |
| (58421) 1996 BG5                 | 1996 BG5             | 18 січня 1996     | Обсерваторія Кітт-Пік              | Spacewatch                   |
| (58422) 1996 BS9                 | 1996 BS9             | 21 січня 1996     | Обсерваторія Кітт-Пік              | Spacewatch                   |
| (58423) 1996 BW11                | 1996 BW11            | 24 січня 1996     | Обсерваторія Кітт-Пік              | Spacewatch                   |
| 58424 Джеймсданлоп (Jamesdunlop) | 1996 DL1             | 22 лютого 1996    | Обсерваторія Клеть                 | Мілош Тіхі, Зденек Моравец   |
| (58425) 1996 DR1                 | 1996 DR1             | 20 лютого 1996    | Чорч Стреттон                      | Стівен Лорі                  |
| (58426) 1996 EA2                 | 1996 EA2             | 15 березня 1996   | Обсерваторія Галеакала             | NEAT                         |
| (58427) 1996 EV7                 | 1996 EV7             | 11 березня 1996   | Обсерваторія Кітт-Пік              | Spacewatch                   |
| (58428) 1996 EC8                 | 1996 EC8             | 11 березня 1996   | Обсерваторія Кітт-Пік              | Spacewatch                   |
| (58429) 1996 FH                  | 1996 FH              | 16 березня 1996   | Обсерваторія Галеакала             | NEAT                         |
| (58430) 1996 FZ1                 | 1996 FZ1             | 20 березня 1996   | Обсерваторія Галеакала             | NEAT                         |
| (58431) 1996 FV4                 | 1996 FV4             | 21 березня 1996   | Обсерваторія Галеакала             | NEAT                         |
| (58432) 1996 FY17                | 1996 FY17            | 22 березня 1996   | Обсерваторія Ла-Сілья              | Ерік Вальтер Ельст           |
| (58433) 1996 FN18                | 1996 FN18            | 22 березня 1996   | Обсерваторія Ла-Сілья              | Ерік Вальтер Ельст           |
| (58434) 1996 FQ18                | 1996 FQ18            | 23 березня 1996   | Обсерваторія Галеакала             | NEAT                         |
| (58435) 1996 GD5                 | 1996 GD5             | 11 квітня 1996    | Обсерваторія Кітт-Пік              | Spacewatch                   |
| (58436) 1996 GM5                 | 1996 GM5             | 11 квітня 1996    | Обсерваторія Кітт-Пік              | Spacewatch                   |
| (58437) 1996 GK10                | 1996 GK10            | 13 квітня 1996    | Обсерваторія Кітт-Пік              | Spacewatch                   |
| (58438) 1996 GR15                | 1996 GR15            | 13 квітня 1996    | Обсерваторія Кітт-Пік              | Spacewatch                   |
| (58439) 1996 GF20                | 1996 GF20            | 15 квітня 1996    | Обсерваторія Ла-Сілья              | Ерік Вальтер Ельст           |
| (58440) 1996 HV                  | 1996 HV              | 21 квітня 1996    | Обсерваторія Ондржейов             | Петр Правец, Ленка Коткова   |
| (58441) 1996 HO1                 | 1996 HO1             | 19 квітня 1996    | Обсерваторія Сан-Вітторе           | Обсерваторія Сан-Вітторе     |
| (58442) 1996 HR9                 | 1996 HR9             | 17 квітня 1996    | Обсерваторія Ла-Сілья              | Ерік Вальтер Ельст           |
| (58443) 1996 HO12                | 1996 HO12            | 17 квітня 1996    | Обсерваторія Ла-Сілья              | Ерік Вальтер Ельст           |
| (58444) 1996 HR12                | 1996 HR12            | 17 квітня 1996    | Обсерваторія Ла-Сілья              | Ерік Вальтер Ельст           |
| (58445) 1996 HU16                | 1996 HU16            | 18 квітня 1996    | Обсерваторія Ла-Сілья              | Ерік Вальтер Ельст           |
| (58446) 1996 HN22                | 1996 HN22            | 18 квітня 1996    | Обсерваторія Ла-Сілья              | Ерік Вальтер Ельст           |
| (58447) 1996 HF24                | 1996 HF24            | 20 квітня 1996    | Обсерваторія Ла-Сілья              | Ерік Вальтер Ельст           |
| (58448) 1996 HO25                | 1996 HO25            | 20 квітня 1996    | Обсерваторія Ла-Сілья              | Ерік Вальтер Ельст           |
| (58449) 1996 HC26                | 1996 HC26            | 20 квітня 1996    | Обсерваторія Ла-Сілья              | Ерік Вальтер Ельст           |
| (58450) 1996 JB1                 | 1996 JB1             | 13 травня 1996    | Обсерваторія Галеакала             | NEAT                         |
| (58451) 1996 JF3                 | 1996 JF3             | 9 травня 1996     | Обсерваторія Кітт-Пік              | Spacewatch                   |
| (58452) 1996 JG3                 | 1996 JG3             | 9 травня 1996     | Обсерваторія Кітт-Пік              | Spacewatch                   |
| (58453) 1996 JB5                 | 1996 JB5             | 10 травня 1996    | Обсерваторія Кітт-Пік              | Spacewatch                   |
| (58454) 1996 JD9                 | 1996 JD9             | 12 травня 1996    | Обсерваторія Кітт-Пік              | Spacewatch                   |
| (58455) 1996 JZ11                | 1996 JZ11            | 9 травня 1996     | Обсерваторія Кітт-Пік              | Spacewatch                   |
| (58456) 1996 JT14                | 1996 JT14            | 12 травня 1996    | Обсерваторія Кітт-Пік              | Spacewatch                   |
| (58457) 1996 JX14                | 1996 JX14            | 12 травня 1996    | Обсерваторія Кітт-Пік              | Spacewatch                   |
| (58458) 1996 KP                  | 1996 KP              | 21 травня 1996    | Прескоттська обсерваторія          | Пол Комба                    |
| (58459) 1996 KK8                 | 1996 KK8             | 22 травня 1996    | Обсерваторія Ла-Сілья              | Ерік Вальтер Ельст           |
| 58460 Le Mouelic                 | 1996 LM1             | 13 червня 1996    | Обсерваторія Галеакала             | NEAT                         |
| (58461) 1996 ML                  | 1996 ML              | 22 червня 1996    | Прескоттська обсерваторія          | Пол Комба                    |
| (58462) 1996 NR                  | 1996 NR              | 14 липня 1996     | Обсерваторія Джорджа               | Обсерваторія Джорджа         |
| (58463) 1996 NT1                 | 1996 NT1             | 14 липня 1996     | Обсерваторія Галеакала             | NEAT                         |
| (58464) 1996 NQ2                 | 1996 NQ2             | 14 липня 1996     | Обсерваторія Ла-Сілья              | Ерік Вальтер Ельст           |
| (58465) 1996 NY3                 | 1996 NY3             | 14 липня 1996     | Обсерваторія Ла-Сілья              | Ерік Вальтер Ельст           |
| 58466 Сантока (Santoka)          | 1996 OB1             | 23 липня 1996     | Обсерваторія Кума Коґен            | Акімаса Накамура             |
| (58467) 1996 PW2                 | 1996 PW2             | 14 серпня 1996    | Обсерваторія Галеакала             | NEAT                         |
| (58468) 1996 QA                  | 1996 QA              | 16 серпня 1996    | Обсерваторія Галеакала             | NEAT                         |
| (58469) 1996 RC                  | 1996 RC              | 7 вересня 1996    | Обсерваторія Клаудкрофт            | Воррен Оффутт                |
| (58470) 1996 RA1                 | 1996 RA1             | 10 вересня 1996   | Обсерваторія Галеакала             | NEAT                         |
| (58471) 1996 RS3                 | 1996 RS3             | 13 вересня 1996   | Обсерваторія Галеакала             | NEAT                         |
| (58472) 1996 RV3                 | 1996 RV3             | 13 вересня 1996   | Обсерваторія Галеакала             | NEAT                         |
| (58473) 1996 RN7                 | 1996 RN7             | 5 вересня 1996    | Обсерваторія Кітт-Пік              | Spacewatch                   |
| (58474) 1996 RU10                | 1996 RU10            | 8 вересня 1996    | Обсерваторія Кітт-Пік              | Spacewatch                   |
| (58475) 1996 RE11                | 1996 RE11            | 8 вересня 1996    | Обсерваторія Кітт-Пік              | Spacewatch                   |
| (58476) 1996 RQ13                | 1996 RQ13            | 8 вересня 1996    | Обсерваторія Кітт-Пік              | Spacewatch                   |
| (58477) 1996 RB26                | 1996 RB26            | 14 вересня 1996   | Обсерваторія Галеакала             | NEAT                         |
| (58478) 1996 RC29                | 1996 RC29            | 11 вересня 1996   | Обсерваторія Ла-Сілья              | Упсала-DLR трояновий огляд   |
| (58479) 1996 RJ29                | 1996 RJ29            | 11 вересня 1996   | Обсерваторія Ла-Сілья              | Упсала-DLR трояновий огляд   |
| (58480) 1996 RJ33                | 1996 RJ33            | 15 вересня 1996   | Обсерваторія Ла-Сілья              | Упсала-DLR трояновий огляд   |
| (58481) 1996 ST4                 | 1996 ST4             | 20 вересня 1996   | Станція Сінлун                     | SCAP                         |
| (58482) 1996 TX1                 | 1996 TX1             | 3 жовтня 1996     | Станція Сінлун                     | SCAP                         |
| (58483) 1996 TB2                 | 1996 TB2             | 3 жовтня 1996     | Станція Сінлун                     | SCAP                         |
| (58484) 1996 TO3                 | 1996 TO3             | 8 жовтня 1996     | Обсерваторія Клаудкрофт            | Воррен Оффутт                |
| (58485) 1996 TH13                | 1996 TH13            | 14 жовтня 1996    | Обсерваторія Кітамі                | Кін Ендате, Кадзуро Ватанабе |
| (58486) 1996 TP13                | 1996 TP13            | 5 жовтня 1996     | Станція Сінлун                     | SCAP                         |
| (58487) 1996 TQ29                | 1996 TQ29            | 7 жовтня 1996     | Обсерваторія Кітт-Пік              | Spacewatch                   |
| (58488) 1996 TV33                | 1996 TV33            | 10 жовтня 1996    | Обсерваторія Кітт-Пік              | Spacewatch                   |
| (58489) 1996 TF34                | 1996 TF34            | 10 жовтня 1996    | Обсерваторія Кітт-Пік              | Spacewatch                   |
| (58490) 1996 TZ35                | 1996 TZ35            | 11 жовтня 1996    | Обсерваторія Кітт-Пік              | Spacewatch                   |
| (58491) 1996 TG38                | 1996 TG38            | 8 жовтня 1996     | Обсерваторія Ла-Сілья              | Ерік Вальтер Ельст           |
| (58492) 1996 TC44                | 1996 TC44            | 6 жовтня 1996     | Обсерваторія Кітт-Пік              | Spacewatch                   |
| (58493) 1996 TJ52                | 1996 TJ52            | 5 жовтня 1996     | Обсерваторія Ла-Сілья              | Ерік Вальтер Ельст           |
| (58494) 1996 UF1                 | 1996 UF1             | 19 жовтня 1996    | Обсерваторія Ондржейов             | Ленка Коткова                |
| (58495) 1996 US1                 | 1996 US1             | 19 жовтня 1996    | Коллеверде ді Ґвідонія             | Вінченцо Касуллі             |
| (58496) 1996 UY3                 | 1996 UY3             | 29 жовтня 1996    | Станція Сінлун                     | SCAP                         |
| (58497) 1996 UK4                 | 1996 UK4             | 29 жовтня 1996    | Станція Сінлун                     | SCAP                         |
| (58498) 1996 VF                  | 1996 VF              | 2 листопада 1996  | Коллеверде ді Ґвідонія             | Вінченцо Касуллі             |
| 58499 Штюбер (Stuber)            | 1996 VY              | 3 листопада 1996  | Лінц                               | Е. Мейєр, Ервін Обермайр     |
| (58500) 1996 VU1                 | 1996 VU1             | 6 листопада 1996  | Обсерваторія Санта-Лючія Стронконе | Антоніо Ваньоцці             |